# Lohusalu
Lohusalu is een plaats in de Estlandse gemeente Lääne-Harju, provincie Harjumaa. De plaats heeft de status van dorp (Estisch: küla).
Tot in oktober 2017 behoorde Lohusalu tot de gemeente Keila vald. In die maand ging Keila vald op in de fusiegemeente Lääne-Harju.

## Bevolking
Het dorp had 193 inwoners op 31 december 2011 en 213 inwoners op 31 december 2021.

## Ligging
De plaats ligt op een schiereiland, dat ook Lohusalu (Estisch: Lohusalu poolsaar) heet. Ze heeft een haven, Lohusalu sadam.